# 混合集成电路

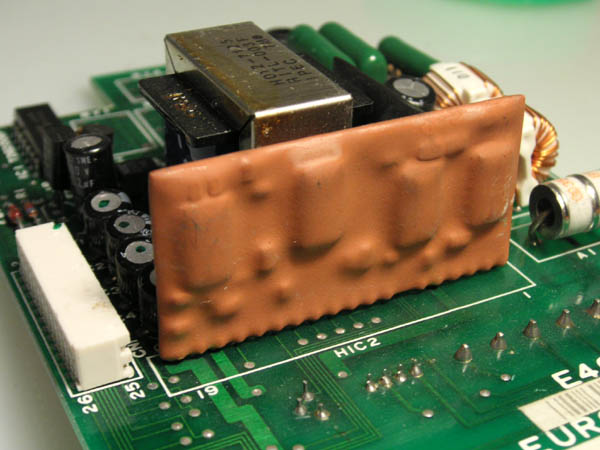
印刷电路板上的（橙色环氧树脂）封装混合电路。

混合集成电路（英語：hybrid integrated circuit，HIC）、混合微电路（hybrid microcircuit）、混合电路（hybrid circuit）是由，例如晶体管、二极管或单片IC等半导体器件（例如晶体管、二极管或单片IC）和例如电阻器、电感器、变压器、和电容器等无源元件，粘合到基板或印刷电路板（PCB）上构成的小型化电子电路。根据MIL-PRF-38534的定义，在印刷线路板（PWB）上具有组件的PCB不被视为真正的混合电路。

## 概述
目前使用的术语“集成电路”这种单片集成电路（IC）与混合集成电路（HIC）的显著区别在于，HIC是通过在基板上互连多个元件来制造的，而单片集成电路是在单个晶圆上完成制造步骤，然后将其切成芯片。一些混合电路可能包含单片IC，特别是多芯片模组（Multi-chip module，MCM）混合电路。

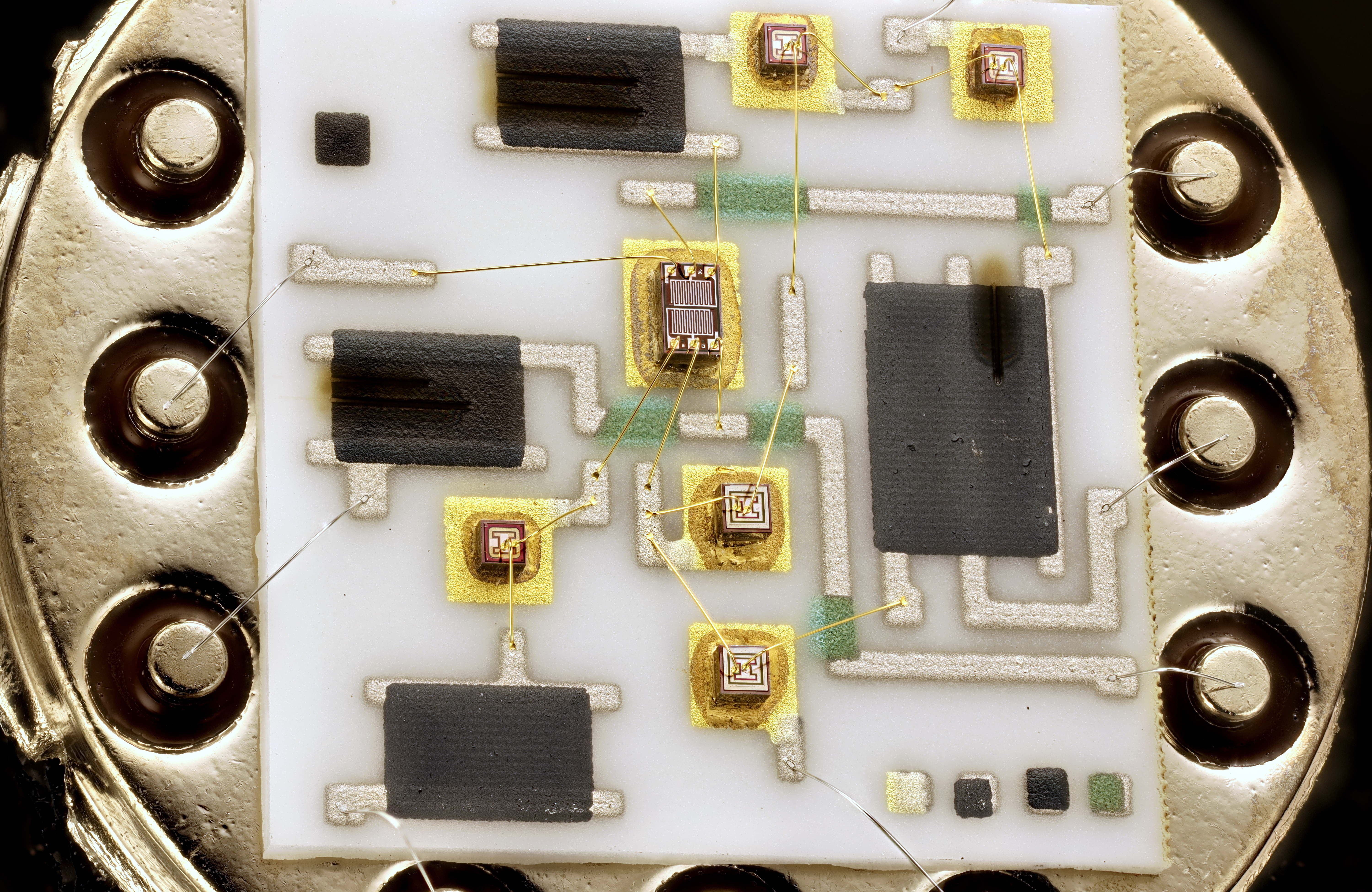
陶瓷基板上带有激光微调厚膜电阻的混合运算放大器

混合电路可以封装在环氧树脂中，或者在军事和太空应用中，将盖子焊接到封装上。混合电路与单片集成电路一样，作为PCB上的一个元件；两种类型的设备之间的区别在于它们的构造和制造方式。混合电路的优点是可以使用单片IC中无法包含的元件，例如大值电容器、绕线元件、晶体、电感器。在军事和太空应用中，许多集成电路、晶体管和二极管以其芯片形式放置在陶瓷或铍基板上。金线或铝线将从IC、晶体管或二极管的焊盘焊接到基板上。
厚膜技术通常用作混合集成电路的互连介质。丝网印刷厚膜互连提供了比薄膜更多功能的优点，尽管特征尺寸可能更大，沉积电阻器的公差也更宽。多层厚膜利用丝网印刷绝缘电介质，进一步改进集成技术，以确保只在需要的地方进行层间连接。对于电路设计人员来说，一个关键优势是可以完全自由地选择厚膜技术中的电阻值。平面电阻器也采用丝网印刷，并包含在厚膜互连设计中。可以选择电阻器的成分和尺寸，以提供所需的值。最终电阻值由设计决定，并可通过激光微调进行调整。一旦混合电路完全装满元件，最终测试之前的微调可以通过主动激光微调来实现。

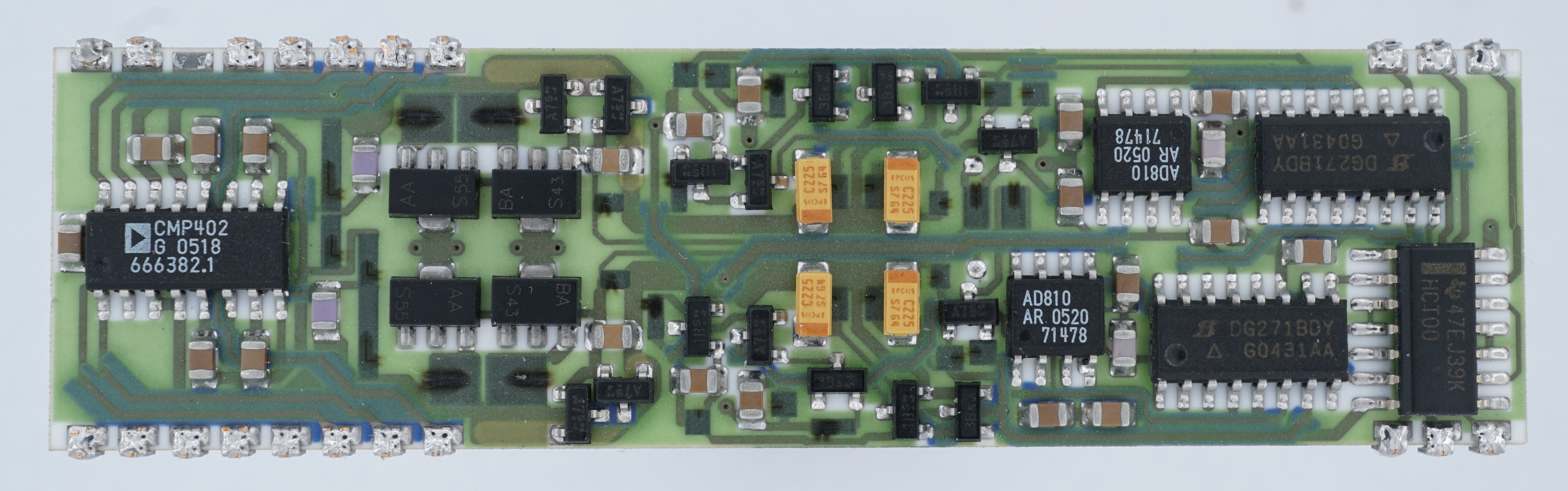
陶瓷基板上的混合PCB，带有激光修整的厚膜元件

20世纪60年代也开始采用薄膜技术。Ultra Electronics使用石英玻璃基板制造电路，先通过溅射沉积钽膜，然后通过蒸发沉积一层金。随后施加光致抗蚀剂，首先蚀刻金层以形成焊接兼容的连接焊盘。电阻网络也是通过光致抗蚀剂和蚀刻工艺形成的。通过选择性地对薄膜进行加工，将其修整至高精度。电容器和半导体采用LID（无引线倒置器件）形式，通过从底面有选择地加热基板来焊接到表面。完成的电路被封装在邻苯二甲酸二烯丙酯树脂中。利用这些技术制作了一些定制的无源网络，以及一些放大器和其他专用电路。据信，Ultra Electronics为协和式飞机制造的发动机控制单元中使用了一些无源网络。
一些现代混合电路技术，例如LTCC基板混合技术，除了放置在基板表面上的组件之外，还允许将组件嵌入多层基板的层内。这项技术产生的电路在某种程度上是三维的。

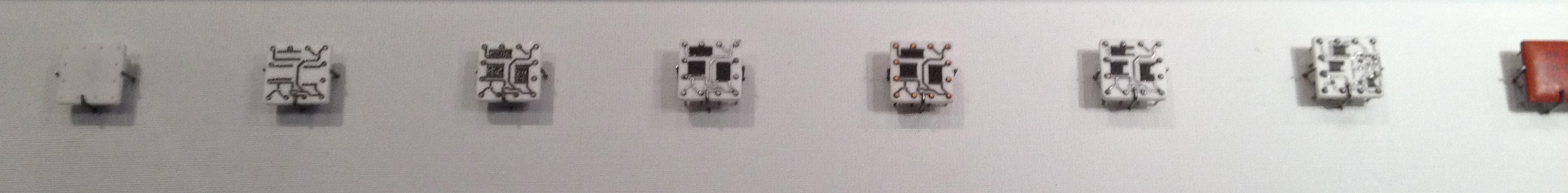
制造用于IBM System/360和 20 世纪 60 年代中期其他 IBM 计算机的 Solid Logic Technology 混合晶圆的步骤。该过程从一块 1/2 英寸见方的空白陶瓷晶片开始。首先铺设电路，然后铺设电阻材料。电路被金属化，电阻器被调整到所需的值。然后添加分立晶体管和二极管并对封装进行封装。在计算机历史博物馆展出。

## 其他电子混合
在电话的早期，包含变压器和电阻器的单独模块被称为混合或混合线圈；它们已被半导体集成电路所取代。
在晶体管的早期，术语“混合电路”被用来描述同时具有晶体管和真空管的电路。例如，由于没有合适的功率晶体管，因此音频放大器具有用于电压放大的晶体管，后接真空管功率输出级。这种用法和设备已经过时，但是使用电子管前置放大器级与固态输出级耦合的放大器仍在生产中，并被称为混合放大器。

## 相关
- 板载芯片
- 系统封装
- 多芯片模组（MCM）
- 单片微波集成电路（MMIC）
- 固体逻辑技术（SLT）
- MIL-PRF-38534
- 印刷电路板（PCB）
- 印刷电子电路